# Juan Bautista de Orduña y Feliú
Juan Bautista de Orduña y Feliú, Ciscar y Sala, Ingeniero Militar, Capitán de Ingenieros, 1.er Comandante de Infantería. Nació el 18 de marzo de 1824 en la Villa de Benisa, Alicante, provincia del este de España, ubicada en la Comunidad Valenciana. Fue bautizado ese mismo día por el Presbítero Dr. José Feliú en la Iglesia de San Pedro Apóstol, en la propia villa, y se le puso por nombre Juan Bautista, José Buenaventura, Francisco de Asís, Francisco de Paula, Gil, Gabriel, fueron sus padrinos Joaquín Armaguer y Josefa Feliú.
Hijo de Carlos Francisco de Paula de Orduña y Ciscar y María Ana Feliú y Sala, pusieron por nombre el de su abuelo materno que fue Juan Bautista Feliú y Torres y fue su abuela materna María de las Nieves Sala Sanchiz, siendo sus abuelos paternos Carlos José Francisco de Orduña y Corbí y Clara Ciscar y Perelló de Almunia. Sus hermanos lo fueron: Joaquín María de Orduña y Feliu (1821), conocido como el “Cacique de Guadalest” que asimismo fue abogado, Senador del Reino, Diputado a Cortes y Gobernador de la Provincia de Alicante, José Ventura, que fue abogado; Francisco (1826), Coronel de Artillería; Ramón (1830), Capitán de Artillería; sus hermanas: María de los Dolores (1819), Josefa (1828), Clara (1833), Ana María Josefa (1835), de Orduña y Feliú.
Fue sorprendido por la muerte, el 21 de mayo de 1890, a la edad de 66 años en su residencia. Su esposa le siguió meses después. 

## Antecedentes
Descendiente de una muy noble y antigua familia originaria del Reino de Valencia, en la Villa del Castillo de Guadalest, del partido judicial de Villajoyosa, en la provincia de Alicante, Reino de España.
El Castell de Guadalest, existente ya en la época musulmana, después de la conquista cristiana (siglo XIII), retuvo una abundante población islámica bajo el señorío de distintos nobles catalanes-aragoneses.  El rey Jaime II donó en feudo a Bernardo de Sarriá en 1293 estando en poder de la familia Sarriá hasta 1335, que pasa nuevamente a la Corona, quien lo vende al Infante Pedro y de este pasa a su hijo, el primer Duque Real de Gandia y a la muerte del último Duque Real de Gandia, a la familia Cardona. Los Cardona llegaron a ser Almirantes de Aragón y en 1543, los reyes Juana y Carlos I, concedieron a Sancho Folch de Cardona y Ruiz de Lihori para sí y sus sucesores a perpetuidad el título de Marqueses de Guadalest. 
Es durante la época de los Cardona, que otra familia adquiere gran relevancia, la de los Orduña, la vinculación al El Castell de Guadalest data del siglo XVI, ellos fueron alcaldes perpetuos desde 1669 y alcanzaron nobleza en 1756, al obtener el Título del Hábito de Caballero de la Orden de Santiago en la persona de Pedro Antonio Buenaventura de Orduña y García. En el siglo XIX, con la supresión de los señoríos, los Orduña adquieren poder e influencia en la Marina e incluso actúan en la política de la provincia de Alicante. Entre sus miembros encontramos, fundamentalmente, abogados y militares.

## Cronología
- 1843: Ingresa como alumno en la Academia Especial del Cuerpo de  Ingenieros Militares de Guadalajara, España;
- 1845: Real Despacho, otorgándole el grado de Subteniente;
- 1847: Real Despacho, nombradole Teniente de Ingenieros;
- 1848: Real Despacho, otorgándole el grado de Capitán de Infantería, por el mérito que contrajo al hallarse en los sucesos ocurridos en la noche del 26 de marzo y madrugada del 7 de mayo en el ataque de la Plaza Mayor de Madrid;
- 1849: Participó en la última campaña de Cataluña;
- 1850: Real Despacho, concediéndole el grado de Capitán de Ingenieros en Ultramar;
- 1850: Embarca el 16 de octubre, con apenas 26 años, en Cádiz para la Isla de Cuba. Teniendo bajo su mando la Compañía de Obreros Ingenieros que se creó. Siendo el primero de su linaje en establecerse en Cuba.
- 1855: Real Despacho, concediéndole el grado de 1.er Comandante de Infantería;
- 1856: Fue destinado al servicio de Obras Públicas;
- 1857: Nombrado Inspección de Obras Públicas del Departamento Occidental;
- 1858: Real Despacho, concediéndole el retiró a solicitud propia del Cuerpo de Ingenieros del Ejército;
- 1858: Nombrado Arquitecto Municipal de La Habana;
- 1860: El Capitán General de la Isla de Cuba, Francisco Serrano y Domínguez, Duque de la Torre le nombró Comandante 3.er Jefe del Real Cuerpo de Bomberos;
- 1861: Ascendido, por el Duque de la Torre, a 1.er Comandante del Batallón de Bomberos, quedando de 1.er Jefe hasta principios de 1867, en que solicitó y obtuvo la baja;
- 1864: Real Nombramiento, confirmado por S.M. la Reina como Arquitecto de Hacienda Pública de la Isla de Cuba;
- 1864: Obtiene el título de Arquitecto Municipal por el Ministerio de Ultramar;
- 1876: Nombrado Catedrático de Geometría Descriptiva y sus aplicaciones en la Escuela Profesional de La Habana, toma posesión el 1 de octubre;
- 1879: Elegido Diputado Provincial de la Comisión Permanente de la Excelentísima Diputación Provincial de La Habana (4 años);
- 1880: Real Orden, nombradole propietario de la plaza de Catedrático de Geometría Descriptiva y sus aplicaciones en la Escuela Profesional de La Habana;
- 1881: Es nombrado Vicepresidente de la Comisión Permanente de la Excelentísima Diputación, cargo que desempeñó hasta noviembre de 1883;
- 1885: Elegido en Cabildo Extraordinario, como Alcalde Municipal de La Habana, tomando posesión el 3 de julio hasta el 5 de agosto de 1886;
- 1889: Propuesto por el capitán general Manuel de Salamanca Negrete, ocupa la plaza de Vicedirector de la Escuela Profesional de Instrucción Pública, Isla de Cuba.

- Distinción Bien de la Patria, 1855;
- Comendador Ordinario de la Real Orden de Isabel la Católica;
- Caballero de la Real y Militar Orden de San Hermenegildo.